# بنك إستونيا
بنك إستونيا (بالإستونية: Eesti Pank)‏ هو البنك المركزي لإستونيا، وايضاً عضو في منظمة نظام اليورو للبنوك المركزية في منطقة اليورو، تأسس البنك في 24 فبراير 1919 من قِبَل الحكومة المؤقتة التي تَمَّ تعينها بعد استقلال إستونيا، ثُمَّ بعد ذلك بعامين أصبح هذا البنك، بنكًا وطنيًا ومسؤولًا عن إصدار العُملة الإستونية. أصدر البنك العملة الإستونية الأساسية (الكرون الإستوني) في عام 2010.

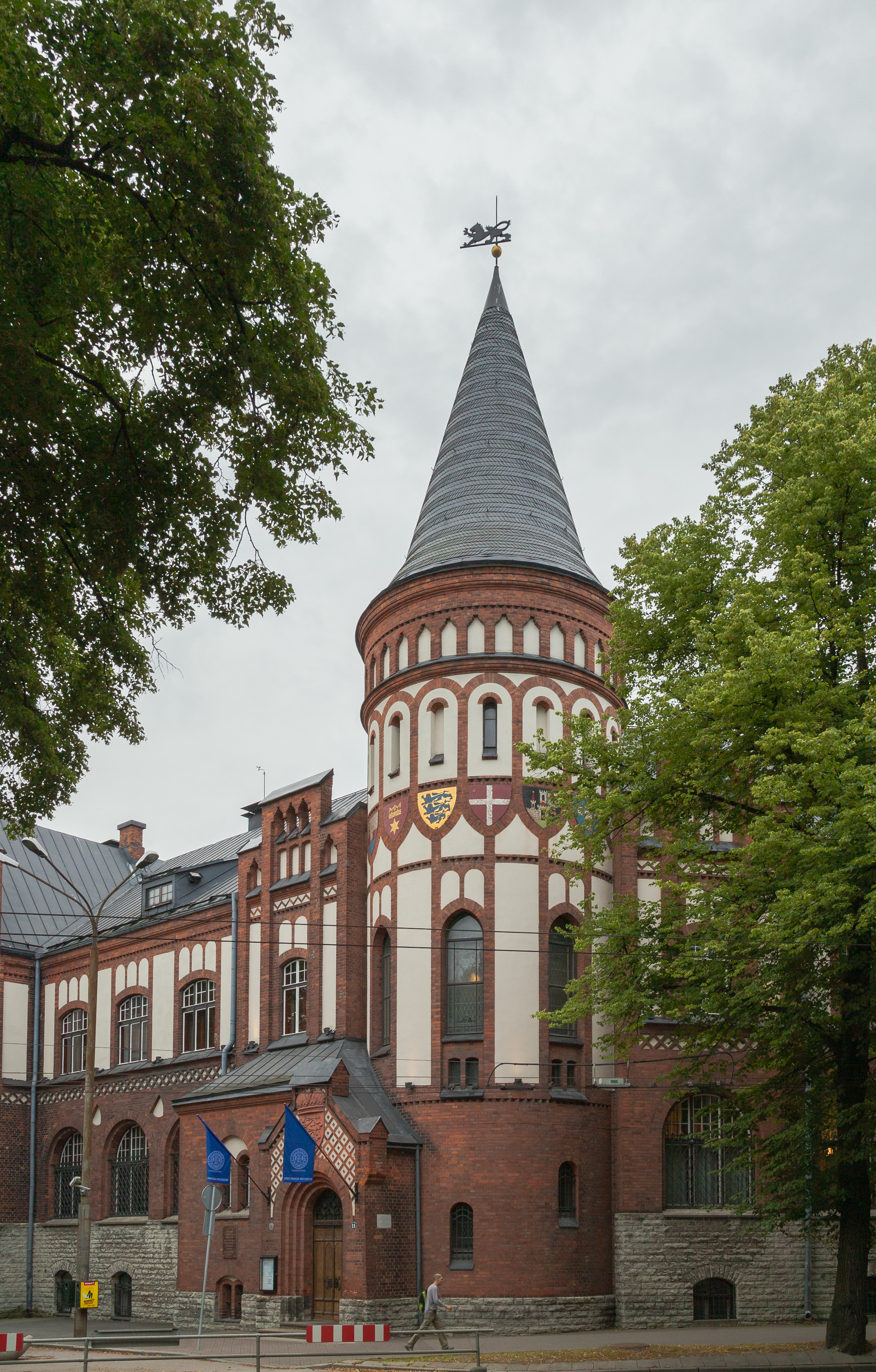
المقر التاريخي في مدينة تالين القديمة.

## أنظر أيضا
- سعر الفائدة بين البنوك باليورو
- كرون إستوني
- اقتصاد استونيا
- اقتصاد أوروبا

## روابط خارجية
- الموقع الرسمي لبنك إستونيا
- الموقع الرسمي لبنك إستونيا باللغة الإستونية